# Parafia św. Marcina w Lublinie
Parafia Świętego Marcina w Lublinie – parafia rzymskokatolicka w Lublinie, należąca do archidiecezji lubelskiej i Dekanatu Konopnica. Od powstania do włączenia części wsi Zemborzyce do miasta Lublina w 1975 roku określana jako parafia w Zemborzycach. Nie jest znana data założenia parafii, z zachowanych źródeł kościelnych wynika, że musiała powstać między 1374 a 1428 rokiem.

## Nieistniejące kościoły zemborzyckie
Nie mamy ściślejszej wiedzy o pierwszym zemborzyckim kościele. Wzmiankowana w wizytacjach biskupich z końca XVI wieku świątynia była drewniana. Przy niej z fundacji ówczesnego zemborzyckiego proboszcza, ks. Andrzeja Bietkowicza, wzniesiono murowaną zakrystię, zachowaną do początku XX wieku przy kolejnym kościele drewnianym, wybudowanym w 1717 roku. Kościół ten został po wybudowaniu nowego, murowanego, sprzedany mieszkańcom wsi Motycz w 1922, gdzie do pożaru w 1994 roku pełnił funkcję kościoła parafialnego. W Motyczu zachowały się dawne ołtarze z Zemborzyc, pochodzące z XVIII wieku.

## Obecny kościół
Neogotycki kościół parafialny wybudowany w 1907 według projektu architekta Augusta Załuskiego z Radomia. Mieści się przy ulicy Krężnickiej. Kościół wraz z otoczeniem wpisany jest do rejestru zabytków województwa lubelskiego pod numerem A/1666.

## Zasięg parafii
Do parafii należą wierni z następujących miejscowości: Lublin (część), Zemborzyce Dolne, Zemborzyce Podleśne, Zemborzyce Tereszyńskie, Zemborzyce Wojciechowskie.